# Cuité de Mamanguape
Cuité de Mamanguape là một đô thị thuộc bang Paraíba, Brasil. Đô thị này có diện tích 109,806 km², dân số năm 2007 là 6388 người, mật độ 58,2 người/km².